# Carli Norris
Carli Jo Norris es una actriz inglesa, más conocida por haber interpretado a Martha Kane en la serie Hollyoaks y a Belinda Slater en la serie EastEnders.

## Biografía
Es hija de Victor y Pamela Hart-Norris, y tiene dos hermanas: Vikki Norris-Myers y Sophia Norris.
Ganó una beca en el Royal Academy of Dramatic Art "RADA".
En agosto de 2005, se casó con el actor Gary Turner, con quien tiene dos hijas. La pareja se divorció en 2014.

## Carrera
El 26 de marzo de 2000, se unió al elenco principal de la serie médica Doctors, donde interpretó a la enfermera Anoushka Flynn hasta el 19 de mayo del mismo año.
El 18 de enero de 2012, se unió al elenco principal de la serie Hollyoaks, donde interpretó a la asistente de la florería Martha Kane hasta el 8 de noviembre de 2013. El 15 de septiembre de 2015, se unió al elenco recurrente de la serie Holby City, donde interpretó a la enfermera Fran Reynolds hasta el 22 de diciembre del mismo año. En 2017 volverá a aparecer en la serie como Fran Reynolds. Anteriormente, había aparecido por primera vez en la serie en 2011, cuando interpretó a Audrey Reid durante el episodio "Big Lies, Little Lies" y a Lin Trevor en 2002 en el episodio "Torn". El 11 de enero de 2016 se unió al elenco principal de la serie EastEnders, donde interpretó a Belinda Slater-Peacocke hasta el 11 de noviembre del mismo año. Anteriormente, había aparecido por primera vez en la serie en 1998, cuando dio vida a Alice McMahon durante seis episodios.

## Filmografía

### Series de televisión
| Año                   | Título                     | Personaje               | Notas                                                     |
| --------------------- | -------------------------- | ----------------------- | --------------------------------------------------------- |
| 2015, 2017 - presente | Holby City                 | Fran Reynolds           | 15 episodios                                              |
| 2016                  | EastEnders                 | Belinda Peacock         | 56 episodios                                              |
| 2014                  | Agatha Raisin              | Ella Cartwright         | episodio "The Quiche of Death"                            |
| 2012 - 2013           | Hollyoaks                  | Martha Kane             | 80 episodios                                              |
| 2012                  | Watson & Oliver            | Varios Personajes       | episodio # 1.2                                            |
| 2010                  | My Family                  | Verity                  | episodio "Slammertime"                                    |
| 2007 - 2008           | Touch Me, I'm Karen Taylor | Tracey / Amber          | 3 episodios                                               |
| 2007                  | Fanny Hill                 | Phoebe                  | 2 episodios - miniserie                                   |
| 2007                  | The Last Detective         | Cheryl                  | episodio "A Funny Thing Happened on the Way to Willesden" |
| 2005                  | Murder in Suburbia         | Rachel Drinkwater       | episodio "Estate Agents"                                  |
| 2005                  | Diamond Geezer             | Betsy                   | episodio "Pilot"                                          |
| 2005                  | Broken News                | Sarah Holt              | 6 episodios                                               |
| 2004                  | Shane                      | Sheila                  | 7 episodios                                               |
| 2004                  | The Afternoon Play         | Ellie Parsons           | episodio "Drive"                                          |
| 2003                  | Starhunter                 | Jane Doe / Maria Geddes | episodio "The Prisoner"                                   |
| 2003                  | Murder in Mind             | Ally Mihalis            | episodio "Justice"                                        |
| 2002                  | The House That Jack Built  | Vicky Squire            | 6 episodios                                               |
| 2002                  | In Deep                    | Kelly                   | 8 episodios                                               |
| 2001                  | Where the Heart Is         | Marie Briggs            | 2 episodios                                               |
| 2001                  | People Like Us             | Amanda Fisher           | episodio "The Airline Pilot"                              |
| 2001                  | Sam's Game                 | Mel                     | episodio "Slogan"                                         |
| 2001                  | Beast                      | Paula                   | episodio "Snake"                                          |
| 2000                  | Doctors                    | Anoushka Flynn          | 41 episodios                                              |
| 2000                  | The Mrs Bradley Mysteries  | Prunella "Plum" Fisher  | episodio "Death at the Opera"                             |
| 1999                  | Grafters                   | Melanie                 | 3 episodios                                               |
| 1999                  | Roger Roger                | Sally                   | 2 episodios                                               |
| 1999                  | Tilly Trotter              | Tilly Trotter           | 4 episodios - miniserie                                   |

### Películas
| Año  | Título            | Personaje        | Notas |
| ---- | ----------------- | ---------------- | --- |
| 2012 | Run for Your Wife | Oficial Matthews | junto a Danny Dyer, Denise Van Outen, Sarah Harding, Neil Morrissey, Kellie Shirley, Christopher Biggins y Lionel Blair |

### Apariciones
| Año  | Programa         | Notas                                  |
| ---- | ---------------- | -------------------------------------- |
| 2012 | The Wright Stuff | episodio # 17.144 - panelista invitada |

### Teatro
| Año | Obra      | Personaje | Director (a) | Teatro         | Notas                                 |
| --- | --------- | --------- | ------------ | -------------- | ------------------------------------- |
| -   | Pygmalion | Eliza     | Ray Cooney   | Albery Theatre | junto a Roy Marsden y Michael Elphick |